# Sumador
El sumador  es un circuito digital que realiza la adición de números. En muchas computadoras y otros tipos de procesadores se utilizan sumadores en las unidades aritméticas lógicas. También se utilizan en otras partes del procesador, donde se utilizan para calcular direcciones, índices de tablas, operadores de incremento y decremento y operaciones similares.
Aunque los sumadores se pueden construir para muchas representaciones numéricas, tales como decimal codificado en binario o exceso-3, los sumadores más comunes funcionan en números binarios. En los casos en que se utiliza el complemento a dos o el complemento a uno para representar números negativos, es trivial modificar un sumador para convertirlo en un sumador-restador. Otras representaciones de números con signo requieren más lógica alrededor del sumador básico.

## Sumadores binarios

### Semisumador

Esquema de un semisumador

Diagrama lógico de un sumador completo

Funcionamiento de un sumador completo

El semisumador suma dos dígitos binarios simples A y B, denominados sumandos, y sus salidas son Suma (S) y Acarreo (C). La señal de acarreo representa un desbordamiento en el siguiente dígito en una adición de varios dígitos. El diseño más simple de semisumador, representado a la derecha, incorpora una puerta XOR para S y una puerta AND para C. Dos semisumadores pueden ser combinados para hacer un sumador completo, añadiendo una puerta OR para combinar sus salidas de acarreo. La tabla de verdad para el semisumador se detalla seguidamente:

Funcionamiento de un semisumador

| Entradas | Entradas | Salidas | Salidas |
| A        | B        | C       | S       |
| -------- | -------- | ------- | ------- |
| 0        | 0        | 0       | 0       |
| 1        | 0        | 0       | 1       |
| 0        | 1        | 0       | 1       |
| 1        | 1        | 1       | 0       |

### Sumador completo
Un sumador completo suma números binarios junto con las cantidades de acarreo. Un sumador completo de un bit añade tres bits, a menudo escritos como A, B y Cin; siendo A y B los sumandos y Cin el acarreo que proviene de la anterior etapa menos significativa. El sumador completo suele ser un componente de una cascada de sumadores, que suman 8, 16, 32, etc. números binarios de bits. El circuito produce una salida de dos bits, al igual que el semisumador, denominadas acarreo de salida (Cout) y suma (S).
Un sumador completo se puede implementar de muchas maneras diferentes, tales como con un circuito a transistores o compuesto de otras puertas. Un ejemplo de implementación es expresado con las siguientes ecuaciones:
{\displaystyle {\Biggl \{}{\begin{array}{ll}S&=&A\oplus B\oplus C_{in}\\C_{out}&=&(A\cdot B)+C_{in}\cdot (A\oplus B)\end{array}}}
En esta implementación, la puerta OR final antes del acarreo de salida puede ser reemplazada por una puerta XOR sin alterar la lógica resultante. El uso de sólo dos tipos de compuertas es conveniente si el circuito se está implementando usando circuitos integrados que contienen sólo un tipo de puerta.
Se puede construir un sumador completo a partir de dos semisumadores conectando las entradas A y B a la entrada de un primer semisumador, conectando su salida de suma a una de las entradas del segundo semisumador, conectando el acarreo de entrada Cin a la otra entrada y conectando los acarreos de salida de los semisumadores a una puerta OR. La ruta crítica de un sumador completo recorre ambas puertas XOR y hasta llegar a la salida S. Suponiendo que una puerta XOR tenga un retardo D, el retardo total por el camino crítico de un sumador completo es igual a:
{\displaystyle T_{SC}=2\times T_{XOR}=2D}
En cambio, la ruta crítica para la señal de acarreo recorre una puerta XOR, una AND y otra OR. Si cada una de estas puertas digitales presenta un retardo D, el retardo total es:
{\displaystyle T_{SC}=T_{XOR}+T_{AND}+T_{OR}=3D}
La tabla de verdad del sumador completo es la siguiente:
| Entradas | Entradas | Entradas | Salidas | Salidas |
| A        | B        | Cin      | Cout    | S       |
| -------- | -------- | -------- | ------- | ------- |
| 0        | 0        | 0        | 0       | 0       |
| 0        | 0        | 1        | 0       | 1       |
| 0        | 1        | 0        | 0       | 1       |
| 0        | 1        | 1        | 1       | 0       |
| 1        | 0        | 0        | 0       | 1       |
| 1        | 0        | 1        | 1       | 0       |
| 1        | 1        | 0        | 1       | 0       |
| 1        | 1        | 1        | 1       | 1       |

### Sumadores que soportan varios bits

Sumador de acarreo serie de 4 bits, construido con 4 sumadores completos

#### Sumadores con propagación de acarreo
Un sumador con propagación de acarreo, también denominado sumador de acarreo serie, es aquel constituido por varios sumadores completos en los cuales el acarreo de salida se conecta a la entrada de acarreo del sumador siguiente. Sin embargo, puede observarse que el primero de los sumadores puede ser reemplazado por un semisumador suponiendo que el acarreo de entrada Cin es cero. 
El esquema de un sumador de acarreo serie es sencillo, lo que implica un corto tiempo de diseño; sin embargo, el sumador es relativamente lento ya que cada etapa debe esperar que se calcule un acarreo de entrada de la etapa previa. El retardo de propagación puede ser fácilmente calculado por un inspección del esquema circuital. Cada sumador completo requiere tres niveles de lógica. En un sumador de acarreo serie de 32 bits, existen 32 sumadores completos de modo que el retardo en la ruta crítica (en el peor de los casos) es de 3 X 31 (desde la primera etapa hasta la última) sumando 2 retardos más en el último sumador, dando un total de 95 veces el retardo de una puerta lógica. La ecuación general que expresa el retardo {\displaystyle T_{SPA}} para el peor de los casos, para un sumador de n bits, es:
{\displaystyle T_{SPA}=(n-1)\times T_{C}+T_{S}=3D\times (n-1)+2D=(3n-1)\times D}
Un arreglo alternativo que puede ser aproximadamente el doble de rápido, es un diseño implementado con polaridades de acarreo alternadas y un arreglo optimizado de puertas lógicas AND-OR-Inversor.

Sumador de 4 bits de acarreo anticipado

#### Sumadores con anticipación de acarreo
Para reducir el tiempo de cálculo, fueron creados los llamados sumadores con anticipación de acarreo. Funcionan creando dos señales (P y G) para cada posición de bit, basándose en si un acarreo se propaga a través de una posición de bit menos significativa (al menos una entrada es un 1), generada en esa posición de bit (ambas entradas son 1) o es nulo en esa posición de bit (ambas entradas son 0). En la mayoría de los casos, P es simplemente la suma de salida de un semisumador y G es la salida de acarreo de éste. Después de que se generen P y G, se crean los acarreos para cada posición de bit. Algunas arquitecturas avanzadas de acarreo anticipado son la cadena de acarreo de Mánchester, el sumador de Brent-Kung y el sumador de Kogge-Stone.
Algunas otras arquitecturas de sumador de varios bits dividen el sumador en bloques. Es posible variar la longitud de estos bloques basándose en el retardo de propagación de los circuitos para optimizar el tiempo de cálculo. Estos sumadores basados en bloques incluyen el sumador de salto de acarreo (o desvío de acarreo) que determinará los valores de P y G para cada bloque en lugar de cada bit, y el sumador de selección de acarreo que genera previamente los valores de suma y acarreo para cualquier posible acarreo de entrada al bloque, utilizando multiplexores para seleccionar el resultado apropiado cuando se conoce el bit de acarreo.
Mediante la combinación de múltiples sumadores de acarreo anticipado, se pueden crear sumadores más grandes, lo cual puede ser hecho en varios niveles. Otros diseños de sumadores incluyen el sumador de selección de acarreo, el sumador de suma condicional, el sumador de salto de acarreo y el sumador de acarreo completo.

#### Sumadores con acarreo almacenado
Si un circuito de adición se usa para calcular la suma de tres o más números, puede ser ventajoso no propagar el resultado de acarreo. En su lugar, se utilizan sumadores de tres entradas, generando dos resultados: una suma y un acarreo. La suma y el acarreo pueden ser introducidos en dos entradas del sumador posterior de 3 números sin tener que esperar la propagación de una señal de acarreo. Después de todas las etapas de adición, sin embargo, se debe usar un sumador convencional (tal como el de propagación de acarreo o de acarreo anticipado) para combinar los resultados finales de suma y acarreo.

### Compresores de 3:2
Podemos ver un sumador completo como un compresor con pérdidas en relación de 3 a 2: suma tres entradas de un bit y devuelve el resultado como un solo número de dos bits; es decir, que asigna 8 posibles valores de entrada a 4 valores de salida. Así, por ejemplo, una entrada binaria de 101 da como resultado una salida de 1 + 0 + 1 = 10 (número decimal 2). El acarreo de salida representa el bit uno del resultado, mientras que la suma representa el bit cero. Igualmente, se puede utilizar un semisumador como un compresor con pérdidas 2 a 2, comprimiendo cuatro entradas posibles en tres salidas posibles. Tales compresores se pueden utilizar para acelerar la suma de tres o más sumandos. Si los sumandos son exactamente tres, el diseño se conoce como sumador de acarreo guardado. Si los sumandos son cuatro o más, es necesaria más de una capa de compresores, y hay varios posibles diseños para el circuito: los más comunes son los árboles de Dadda y Wallace. Este tipo de circuito se utiliza principalmente en multiplicadores, por lo que estos circuitos también se conocen como multiplicadores de Dadda y Wallace.